# استکلوزاوودا
استکلوزاوودا (به لاتین: Steklozavoda) یک منطقهٔ مسکونی در روسیه است که در استان آستراخان واقع شده‌است.